# اسلنت مگزین
اسلنت مگزین (به انگلیسی: Slant Magazine) یک نشریه آنلاین است که به بررسی فیلم، موسیقی، تلویزیون، دی‌وی‌دی، تئاتر و بازی ویدئویی، و مصاحبه با بازیگران، کارگردانان و نوازندگان می‌پردازد. این وبگاه جشنواره‌های مختلف فیلم را مانند جشنواره فیلم نیویورک، پوشش می‌دهد.

## سیستم امتیازدهی
مجله اسلنت از دو سیستم امتیازدهی مختلف استفاده می‌کند:
- به فیلم‌ها و برنامه‌های تلویزیونی با استفاده از سیستم چهار-ستاره سنتی امتیاز می‌دهند.
- به آلبوم‌ها، دی‌وی‌دی و بازی‌های ویدئویی با استفاده سیستم پنج-ستاره امتیاز می‌دهند.